# كاستيلار (مدينة)
كاستيلار (بالإسبانية: Castelar)‏ هي منطقة سكنية تقع في الأرجنتين في Morón Partido. يقدر عدد سكانها بـ 104,019 نسمة وترتفع عن سطح البحر 28 متر.

## المناخ
يظهر الجدول التالي التغييرات المناخية على مدار السنة لكاستيلار:
| البيانات المناخية لـكاستيلار                                      | البيانات المناخية لـكاستيلار | البيانات المناخية لـكاستيلار | البيانات المناخية لـكاستيلار | البيانات المناخية لـكاستيلار | البيانات المناخية لـكاستيلار | البيانات المناخية لـكاستيلار | البيانات المناخية لـكاستيلار | البيانات المناخية لـكاستيلار | البيانات المناخية لـكاستيلار | البيانات المناخية لـكاستيلار | البيانات المناخية لـكاستيلار | البيانات المناخية لـكاستيلار | البيانات المناخية لـكاستيلار |
| الشهر                                                             | يناير                        | فبراير                       | مارس                         | أبريل                        | مايو                         | يونيو                        | يوليو                        | أغسطس                        | سبتمبر                       | أكتوبر                       | نوفمبر                       | ديسمبر                       | المعدل السنوي                |
| ----------------------------------------------------------------- | ---------------------------- | ---------------------------- | ---------------------------- | ---------------------------- | ---------------------------- | ---------------------------- | ---------------------------- | ---------------------------- | ---------------------------- | ---------------------------- | ---------------------------- | ---------------------------- | ---------------------------- |
| الدرجة القصوى °م (°ف)                                             | 38.0 (100.4)                 | 38.1 (100.6)                 | 38.3 (100.9)                 | 33.0 (91.4)                  | 29.7 (85.5)                  | 26.5 (79.7)                  | 31.1 (88.0)                  | 34.0 (93.2)                  | 31.7 (89.1)                  | 32.6 (90.7)                  | 35.2 (95.4)                  | 40.0 (104.0)                 | 40.0 (104.0)                 |
| متوسط درجة الحرارة الكبرى °م (°ف)                                 | 29.8 (85.6)                  | 29.1 (84.4)                  | 26.2 (79.2)                  | 22.6 (72.7)                  | 19.3 (66.7)                  | 15.4 (59.7)                  | 15.4 (59.7)                  | 16.8 (62.2)                  | 19.0 (66.2)                  | 21.3 (70.3)                  | 25.0 (77.0)                  | 28.1 (82.6)                  | 22.3 (72.1)                  |
| المتوسط اليومي °م (°ف)                                            | 23.5 (74.3)                  | 22.8 (73.0)                  | 20.1 (68.2)                  | 16.5 (61.7)                  | 13.4 (56.1)                  | 10.0 (50.0)                  | 10.2 (50.4)                  | 11.2 (52.2)                  | 13.5 (56.3)                  | 15.9 (60.6)                  | 19.5 (67.1)                  | 21.9 (71.4)                  | 16.5 (61.7)                  |
| متوسط درجة الحرارة الصغرى °م (°ف)                                 | 16.9 (62.4)                  | 16.8 (62.2)                  | 14.5 (58.1)                  | 11.1 (52.0)                  | 8.3 (46.9)                   | 5.9 (42.6)                   | 5.9 (42.6)                   | 5.9 (42.6)                   | 8.0 (46.4)                   | 10.5 (50.9)                  | 13.7 (56.7)                  | 15.7 (60.3)                  | 11.1 (52.0)                  |
| أدنى درجة حرارة °م (°ف)                                           | 6.5 (43.7)                   | 6.0 (42.8)                   | 3.3 (37.9)                   | 0.9 (33.6)                   | −3.7 (25.3)                  | −5.5 (22.1)                  | −6.2 (20.8)                  | −4.8 (23.4)                  | −3.0 (26.6)                  | −2.0 (28.4)                  | 1.5 (34.7)                   | 3.6 (38.5)                   | −6.2 (20.8)                  |
| الهطول مم (إنش)                                                   | 86 (3.4)                     | 84 (3.3)                     | 135 (5.3)                    | 99 (3.9)                     | 66 (2.6)                     | 49 (1.9)                     | 49 (1.9)                     | 67 (2.6)                     | 51 (2.0)                     | 109 (4.3)                    | 86 (3.4)                     | 114 (4.5)                    | 995 (39.2)                   |
| متوسط الرطوبة النسبية (%)                                         | 62                           | 65                           | 71                           | 77                           | 79                           | 81                           | 80                           | 74                           | 71                           | 71                           | 69                           | 65                           | 72                           |
| ساعات سطوع الشمس الشهرية                                          | 310.0                        | 265.6                        | 248.0                        | 216.0                        | 189.1                        | 135.0                        | 151.9                        | 186.0                        | 204.0                        | 229.4                        | 273.0                        | 291.4                        | 2٬699٫4                      |
| نسبة وصول أشعة الشمس                                              | 70                           | 71                           | 66                           | 64                           | 59                           | 46                           | 48                           | 55                           | 58                           | 57                           | 64                           | 65                           | 60                           |
| المصدر #1: UNLP                                                   |                              |                              |                              |                              |                              |                              |                              |                              |                              |                              |                              |                              |                              |
| المصدر #2: Oficina de Riesgo Agropecuario (record highs and lows) |                              |                              |                              |                              |                              |                              |                              |                              |                              |                              |                              |                              |                              |

## أعلام
- جورج اورتيز
- إدواردو ساتشيري
- ماركو تورسيغلييري
- كلاوديو بورجي